# Helen Swift Mitchell
Helen Swift Mitchell (21 de septiembre de 1895 - 12 de diciembre de 1984) fue una bioquímica y nutricionista estadounidense.  
Nació en Bridgeport, Connecticut, hija de Walter L. Mitchell y Minnie Swift en 1895. Se graduó en el Mount Holyoke College en 1917.  Continuó su educación en la Universidad Yale, obteniendo un doctorado en 1921. Estudió con Lafayette Mendel.   La tesis de Mitchell trataba sobre "la elección de dietas adecuadas e inadecuadas por parte de ratas y ratones". 

## Carrera
En 1921 fue directora de investigación del Sanatorio de Battle Creek  y profesora en la Escuela de Dietética de John Harvey Kellogg .  En el Battle Creek College enseñó nutrición y fisiología desde 1921 hasta 1935.  Allí, Wilfred Grenfell la llamó para investigar en la Misión Grenfell en Terranova y Labrador.  Junto con Margery y Catherine Vaughn, llevaron a cabo en 1929 un estudio para determinar los problemas nutricionales que tenían los pueblos pesqueros.   Descubrió que muchas familias carecían de minerales y vitaminas suficientes. .
De 1935 a 1941 fue profesora de nutrición en la Universidad de Massachusetts   Posteriormente fue Jefa del Departamento de Alimentación y Nutrición de la Escuela de Economía Doméstica (1947-1960).  

### Años de guerra

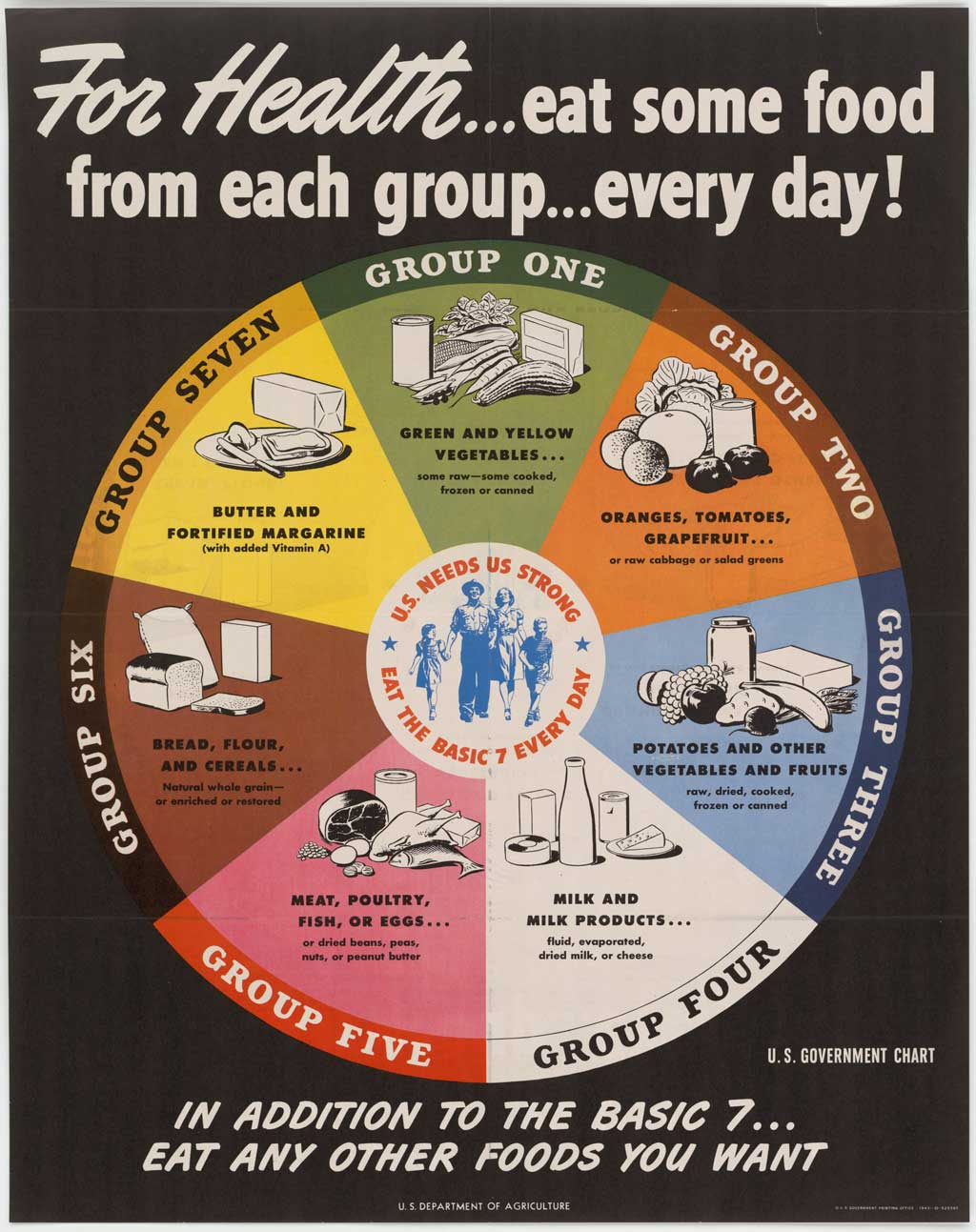
Los 7 grupos básicos de alimentos del USDA en tiempos de guerra

En 1940, el Consejo Nacional de Investigación creó el Comité de Alimentación y Nutrición.   que  determinió la ingesta diaria o dietética recomendada .  Fue una de las tres mujeres, junto con Lydia J. Roberts y Hazel Stiebeling, que elaboraron un estándar para las dietas en tiempos de guerra.  Durante la Segunda Guerra Mundial, fue nutricionista principal de la Oficina de Defensa, Salud y Servicios de Bienestar   (1941-1943)  y nutricionista jefe de la Oficina de Ayuda y Rehabilitación Extranjera del Departamento de Estado (1943-1944). 
Paul V. McNutt, de la Administración Federal para el Manejo de Emergencias, supervisó la tarea de Mitchell de mejorar la nutrición en todo Estados Unidos. 

### Japón
En 1960 trabajó como profesora de intercambio en la Universidad de Hokkaido en Japón e investigó la nutrición de los niños huérfanos.   Trabajando con Setsuko Santo, determinaron en su primera encuesta en 1960 que la estatura de los niños estaba por debajo del promedio de Hokkaido debido a desventajas nutricionales como la falta de proteínas y vitamina A.  En 1965 se realizó otra encuesta en estos mismos orfanatos y se encontró que la estatura de los niños había aumentado, pero todavía no llegaban al promedio  de Hokkaido. 

### Dietas de moda
Harvey Kellogg, mentor de Mitchell, creía en la dieta vegetariana.  Prescribió a sus pacientes dietas individualizadas y experimentó con sustitutos de la carne.   Helen Mitchell criticó públicamente las dietas de moda, denunciando su naturaleza no científica.  Fue particularmente crítica con la dieta de William Howard Hay, que decía que los alimentos ácidos y alcalinos no podían digerirse juntos; consideraba que estas afirmaciones desacreditaban el campo de la nutrición. 

## Publicaciones seleccionadas
- Nutrición en la salud y la enfermedad (con Edith Michael Barber; Lenna Frances Cooper, 1928)
- Hechos, modas y fraudes en nutrición (con Gladys Mae Cook, 1937)
- Modas, realidades y fantasías alimentarias (1939)
- No te dejes engañar por las modas (1958)
- Libros de nutrición recomendados y no recomendados para lectores no especializados (1964)
- Nutrición en enfermería (con Henderika J. Rynbergen; Marjorie V. Dibble; Linnea Anderson, 1968)